# Kob śniady
Kob śniady (Kobus ellipsiprymnus) – gatunek ssaka z rodziny krętorogich (Bovidae).

## Występowanie
Gatunek występujący w Afryce zachodniej, centralnej i południowej. Preferuje tereny podmokłe oraz sawannie. Chętnie osiedlają się w dolinach. Występuje na wysokości do 300 m n.p.m..

## Charakterystyka

### Morfologia
- Masa ciała: 160-300 kg.
- Długość ciała: 1,25-1,8 m.
- Długość ogona: 200-400 mm.
- Wysokość w kłębie: 1,00-1,30 m.
- Długość rogów: do 1 metra.

Występuje u nich dymorfizm płciowy: samce są większe od samic. Zwykle występuje w kolorach od szarego do czerwonobrązowego. Dolna część nóg jest czarna i ma biały pierścień nad kopytami. 

### Ekologia
Są roślinożerne, żywią się trawą i ziołami. Są aktywne rano oraz wieczorem. Żyją około 18 lat zarówno w niewoli i na wolności. 

### Rozmnażanie
Po ciąży trwającej około 274 dni rodzi się jedno młode. Młode osiągają dojrzałość płciową po 770 dniach. Kilka dni przed rodzeniem, samica izoluje się od stada. Młode po około półgodziny stają na nogi i pozostają w ukryciu przez 4 tygodnie.  

## Zagrożenie
Gatunek nie jest zagrożony wyginięciem.